# Credit Suisse
Credit Suisse Group es una empresa de servicios financieros subsidiaria de UBS, con sede principal en la ciudad de Zúrich, Suiza. Ofrece servicios a clientes privados, así como a pequeñas y medianas empresas, una asesoría financiera integral de productos bancarios. En los ámbitos de banca de inversión, así como de intermediario financiero, está al servicio de instituciones y empresas globales, organismos gubernamentales y a la clientela privada. Las acciones nominativas de Credit Suisse Group (CSGN) cotizan en la bolsa de Zúrich y también en la de Nueva York. En esta última lo hace en forma de American Depositary Share. El grupo emplea a unas 47.170 personas en el mundo entero. Al final de 2016, los activos generados ascendían a 1,251 billones de francos suizos.

## Historia
En 150 años, como parte del trabajo de la banca suiza de convertirse en una plaza financiera global, Credit Suisse Group se ha transformado en una institución financiera global:
- 1856 - Fundación de Crédit Suisse.
- 1905 - Apertura de la primera sucursal (Basilea).
- 1940 - Apertura de la primera sucursal en el extranjero (Nueva York).
- 1978 - Inicio de la cooperación con The First Boston Corporation.
- 1988 - Participación de control en The First Boston Corporation.
- Después de 1990, adquisiciones y formación de alianzas estratégicas:
  - 1997 - Conexión con el grupo Winterthur.
  - 2000 - Retoma de Donaldson, Lufkin & Jenrette.
- 2003 - Concentración del grupo en sus negocios base; venta de Pershing, filial de Credit Suisse First Boston, así como de las sociedades Winterthur Republic en los Estados Unidos, Churchill y Winterthur Italia.
- 2004 - Creación de las tres unidades de negocios: Credit Suisse, Credit Suisse First Boston y Winterthur; reforzamiento del grupo.
- 2005 - Reagrupamiento de Credit Suisse y de Credit Suisse First Boston en un solo banco.
- 2006 - Cesión de Winterthur a AXA por 7.900 millones de euros.
- 2007 - Desde 2007 Credit Suisse utiliza un sistema en el cual los datos de RepRisk, una sociedad suiza proveedora de datos sobre los riesgos ESG, sirven para seleccionar y evaluar los riesgo ambientales y sociales ligados a las transacciones riesgosas.
- 2009 - Venta de su gestora de fondos a Aberdeen Asset Management por 250 millones de libras.
- 2009 - Compra de banca privada en Japón a HSBC.
- 2013 - Venta de su unidad europea de ETF a BlackRock.
- 2013 - Adquisición de la unidad de gestión de patrimonios en Europa, Oriente Medio y África, a excepción de Suiza a Morgan Stanley.
- 2013 - Credit Suisse vende su negocio de banca privada en Alemania a ABN Amro.
- 2014 - Venta del negocio de wealth management en Italia a Banca Generali.

- El 9 de febrero de 2023, el banco registró una pérdida anual de 7300 millones de francos suizos, la mayor pérdida desde la crisis financiera de 2008.[3] El 14 de marzo del mismo año, tras el colapso de Silicon Valley Bank y en medio de las quiebras bancarias de Estados Unidos de 2023, Credit Suisse publicó su informe anual para 2022 diciendo que había identificado "debilidades materiales" en los controles sobre la información financiera.[4] El 15 de marzo, el precio de sus acciones cayó casi un 25% después de que el Saudi National Bank, su mayor inversor, dijera que no podía proporcionar más asistencia financiera.[5] El precio de mercado de los bonos no garantizados del banco con vencimiento en 2027 cayó a un mínimo del 33 % de su valor nominal ese día, frente al 90 % de su valor nominal a principios de mes. Finalmente, el 19 de marzo, UBS compró al banco por 3200 millones de dólares (véase Adquisición del Credit Suisse por el UBS).[6][7]

## Cifras

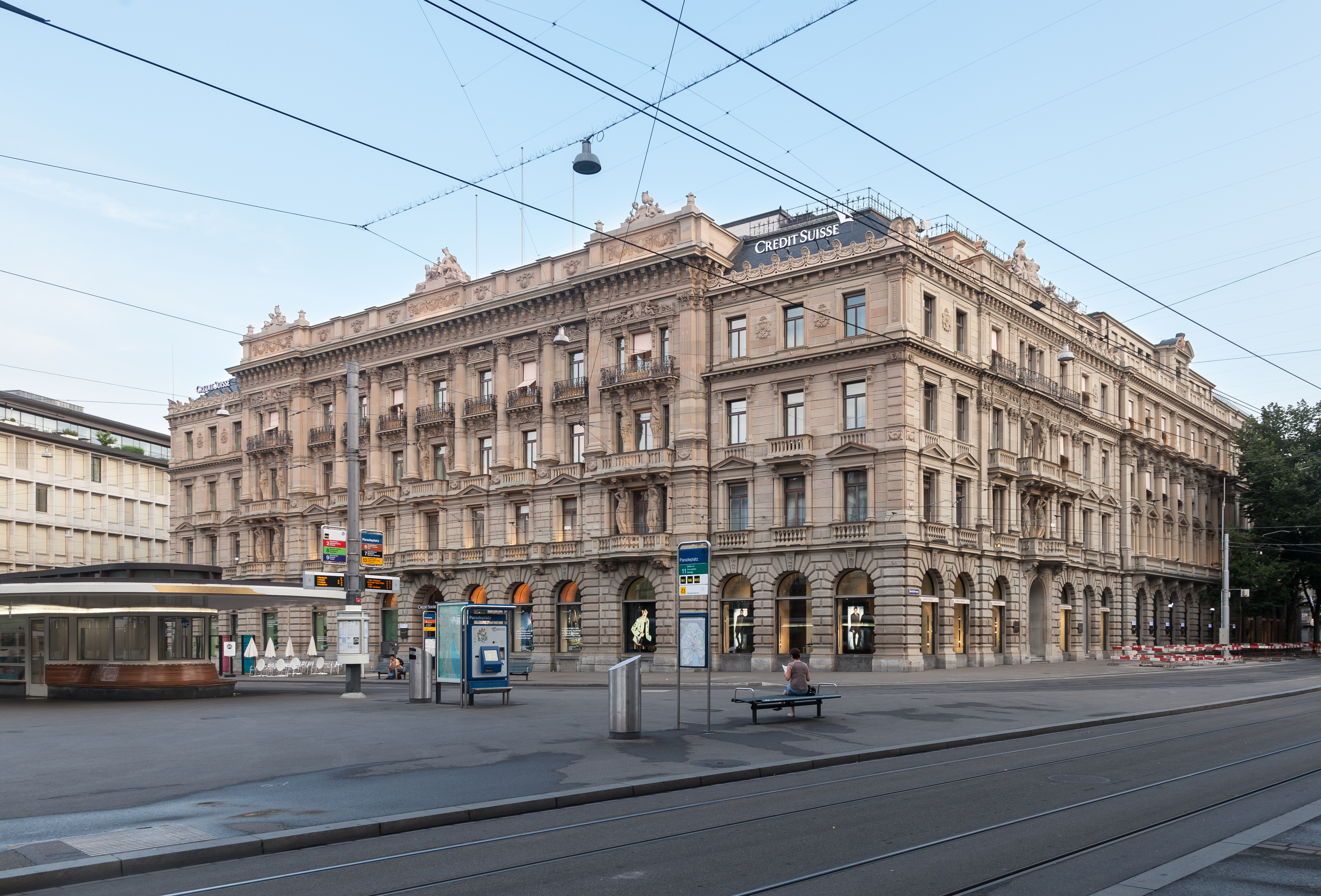
Sede central de Credit Suisse en Zúrich

- Sede central de Credit Suisse en ZúrichEn 2015, anunció una ganancia de 1900 millones de francos suizos.[8]
- Las calificaciones de largo plazo del grupo son:
  - Moody's: A1
  - Standard & Poor's: A
  - Fitch Ratings: A
- El grupo opera en unos 50 países y emplea a 45.800 personas en unas 100 naciones.[cita requerida]

## Organización
La división de Credit Suisse se conforma de dos grandes segmentos:
- Banca privada
- Banca corporativa y de mercado.

La banca privada ofrece a clientes de alto rango en Suiza y en numerosos mercados del mundo, productos y servicios de administración de patrimonio.
La banca corporativa y de mercado ofrece productos y servicios bancarios a las empresas y a los particulares en Suiza. Credit Suisse es el segundo prestatario del mercado suizo. Ofrece sus servicios mediante una extensa red de sucursales y canales de distribución.

### Banca Privada
La banca privada ofrece un proceso de asesoría estructurada de la gestión de activos y pasivos. Los servicios de gestión del patrimonio elaboradas por la banca privada engloban la fiscalización, previsión, seguros, inversión y sucesión así como la creación de fondos.
Los siguientes datos son estadísticas de la banca privada, Gestión de Activos y de Banca de Inversión de Credit Suisse:
- 26,100 colaboradores en todo el mundo (al 31 de marzo de 2015).[cita requerida]